# 望月与右衛門
望月 与右衛門（もちづき よえもん、慶長9年（1604年）- ?）は、甲賀流・忍者。甲賀五十三家の筆頭格・望月氏の出身とされる。

## 活躍
近江国水口に在住していた。寛永14年（1637年）、島原の乱に出陣する討伐上使・松平信綱を甲賀古士（甲賀衆）百余名とともに水口で出迎え、参陣を申し出たが大勢は連れて行けないと断られ、与右衛門ら10名が代表として参陣する。忍びとして一揆勢の籠城する原城の見取り図の作成を命じられた。当初、潜入は肥後細川家の忍びが命じられたが、警戒が厳重で城に近付くこともできず失敗し、改めて甲賀衆が命じられた。しかし、事前に忍びを潜入させておくことに失敗したため、情報収集は困難を極め、与右衛門と共に潜入した芥川七郎兵衛は落とし穴に落ちて石礫を打ちつけられ重傷を負い、任務は失敗した。同年12月、城方の兵糧米の奪取の命を受け、海側から城内に侵入、米俵13俵を奪い取る戦果を上げる。寛永15年（1638年）、信綱の命を受け、城内を偵察、兵糧が尽きかけていることを報告した。この報を得て、信綱は総攻撃を決断、原城を落城させることに成功した。落城前日の1月27日には城内に潜入して敵の旗を奪って脱出し、城の防衛能力が消失していることを実証した。

### 関連
- 参陣が判明している甲賀古士は与右衛門の他、組頭・岩根勘右衛門、副組頭・岩根勘兵衛、夏見角介、鵜飼勘佐衛門、望月兵大夫、芥川清右衛門、芥川七郎兵衛、山中十太夫、岩根勘佐衛門、夏見角介、伴五兵衛の10名とされ、うち芥川七郎兵衛、夏見角介、伴五兵衛、山中十太夫の4名が城内への潜入を果たしている。
- 島原の乱に参陣したこれらの忍びは大半が50歳を超えた老忍であり、伏見城防衛戦の生き残りも含まれていた。
- 松平輝綱による『島原天草日記』・鵜飼勘左衛門の子孫の記録『鵜飼勝山実記』等の記述が残されている。